# توم غودوين
توم غودوين (بالإنجليزية: Tom Goodwin)‏ هو مدرب كرة القاعدة ‏ أمريكي، ولد في 27 يوليو 1968 في فريسنو في الولايات المتحدة.

## وصلات خارجية
- توم غودوين على موقع دوري كرة القاعدة الرئيسي (الإنجليزية)
- توم غودوين على موقعبيزبول رفرنس.كوم (الدوري الرئيسي) (الإنجليزية)
- توم غودوين على موقعبيزبول رفرنس.كوم (الدوري الثانوي) (الإنجليزية)
- توم غودوين على موقع إي إس بي إن.كوم (أم.أل.بي) (الإنجليزية)
- توم غودوين على موقع مشجعي الرسوم البيانية (الإنجليزية)
- توم غودوين على موقع أوليمبيديا (الإنجليزية)